# Rubia tonta

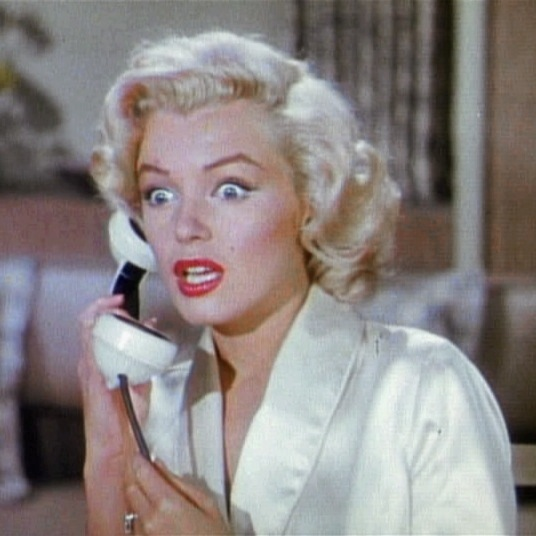
Marilyn Monroe en Los caballeros las prefieren rubias.

El término rubia tonta es un estereotipo despectivo para referirse a un arquetipo de mujer de pelo rubio, atractiva, muy preocupada por su aspecto y materialista, pero de poca inteligencia y sentido común. 
En la realidad, no existe ninguna relación entre el color del cabello y la inteligencia y diversos estudios han demostrado que el coeficiente intelectual medio de las mujeres rubias no es inferior a la media del total. El estereotipo podría haber nacido a raíz del éxito de la novela de 1925 Los caballeros las prefieren rubias de la escritora estadounidense Anita Loos (1889-1981).
Se ha especulado un origen anterior, en las antiguas Grecia y Roma, culturas para las cuales los pueblos del norte de Europa —en los que más incidencia tiene el blondismo— eran bárbaros iletrados; muy alejados entonces de la sofisticación mediterránea.

## Uso en la cultura popular
Numerosas actrices han interpretado en alguna ocasión el papel de rubias tontas, incluyendo a Marilyn Monroe, Brigitte Bardot, Jean Harlow, Jayne Mansfield, Marie Wilson, Judy Holliday (premiada con un premio Óscar por su papel en Nacida ayer), Suzanne Somers (principalmente por su papel de Chrissy Snow en Apartamento para tres) o Goldie Hawn. La película Legally Blonde, protagonizada por Reese Witherspoon, profundiza el estereotipo como parte central de la trama. 
La popular cantante country Dolly Parton, consciente de dicha característica aplicada a su persona, publicó un hit en 1967 llamado Dumb Blonde («Rubia tonta»). Aunque la letra de Parton hacía mención del estereotipo, empezaba con... «Solo porque soy rubia, no creo ser una tonta porque esta rubia tonta no es ninguna idiota» (just because I'm blonde, don't think I'm dumb 'cause this dumb blond ain't nobody's fool). También dijo no sentirse ofendida por «los chistes de rubias porque no soy tonta, tampoco soy rubia» (all the dumb-blonde jokes because I know I'm not dumb. I'm also not blond).
Paris Hilton también fue definida como una rubia tonta debido a sus apariciones en público retratada en la cultura popular como una promiscua y descerebrada, además de Jessica Simpson, que también fue considerada como tal debido principalmente a su comportamiento en sus series de televisión Newlyweds: Nick and Jessica, y la fallecida actriz Brittany Murphy, por su conducta en la película Uptown Girls.
En la serie de televisión Glee, el personaje de Brittany S. Pierce es mostrado como la típica rubia tonta por sus frases, como por ejemplo: «¿Sabías que los delfines son tiburones gays?», además por comportarse de manera infantil o tonta.
Uno de los personajes de ficción más conocidos que representa este estereotipo es Penny, de la serie The Big Bang Theory, interpretada por Kaley Cuoco, debido principalmente a su poca inteligencia en disciplinas científicas en comparación con sus amigos, pero con grandes conocimientos sobre cultura pop y entretenimiento.
Este estereotipo también existe, aunque mucho menos frecuente, en personajes masculinos, y el mejor ejemplo es el personaje animado de Johnny Bravo.
Existe una clase de chistes, los chistes de rubias, en los que se utiliza la figura de la rubia tonta. Generalmente, han sido considerados sexistas, si bien, aunque la mayoría hacen mención a las mujeres, también los hay sobre varones.

### Blonde bombshell

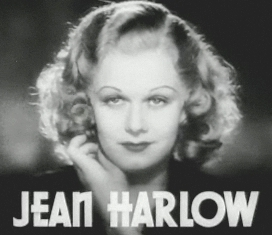
Jean Harlow, la rubia explosiva original, en Riffraff (1936).

El término blonde bombshell (en español, «rubia explosiva» o «bomba rubia») es un estereotipo de género que connota a una mujer muy atractiva con cabello rubio. Una revisión de los tabloides en inglés del Reino Unido demostró que este es un estereotipo recurrente en mujeres rubias, junto al de «rubia tetona» y «nena rubia».
Jean Harlow inició este estereotipo con su película Bombshell de 1933. Después de ella, Marilyn Monroe, Jayne Mansfield y Mamie Van Doren ayudaron a establecer el estereotipo tipificado por una combinación de físico curvilíneo, cabello de color muy claro y una aparente falta de inteligencia. Durante la década de 1950, la «rubia explosiva» comenzó a reemplazar a la «mujer fatal» como el estereotipo de los principales medios de comunicación. Marjorie Rosen, historiadora de las mujeres en el cine, dice de las dos rubias explosivas principales de la época que «Mae West, disparando salvas vocales con imperiosa seguridad en sí misma, y Jean Harlow, comercializando su atractivo físico para las masas, transformaron la idea de la sexualidad femenina pasiva en una declaración de hecho agresiva».